# Baba Vida

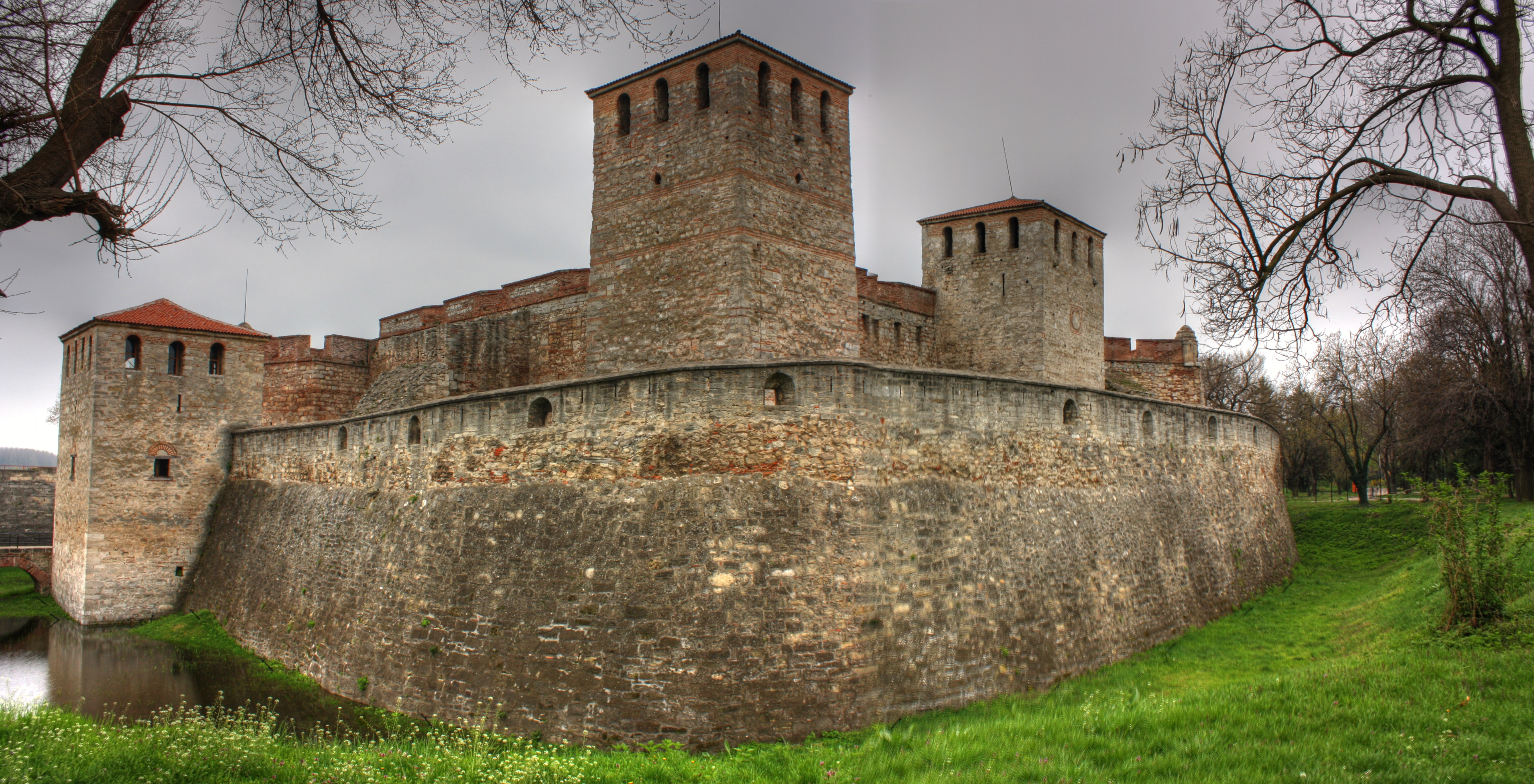
Baba Vida

Baba Vida (bulharsky Баба Вида) je středověká pevnost ve Vidinu v severozápadním Bulharsku.

## Legenda o vzniku
Podle legendy žil kdysi bohatý bulharský bojar, který měl tři dcery – Vidu, Gamzu a Kulu. Ty si po jeho smrti rozdělily majetek. První dvě dcery se provdaly, nejstarší Vida zůstala sama. Postavila si za zděděné peníze hrad, který odolával útokům nepřátel a chránil místní obyvatele. Lidé ho z vděčnosti dodnes nazývají zámek Baby Vidy nebo věže Baby Vidy.

## Historie
Pevnost byla založena v 10. století na místě bývalé římské pevnosti Bononia ze 3. st. n. l. Byzantské kroniky zaznamenaly, že byla po dobu osmi měsíců obléhána byzantským císařem Basileem II Bulgaroktonem. Po dobytí byla zničena, ale později znovu postavena. Během osmanské nadvlády ještě hrála důležitou obrannou roli, od konce 18. století ale už byla využívána jen jako sklad zbraní a vězení.

## Popis pevnosti
Původně byla pevnost tvořena dvěma opěrnými zdmi a asi devíti věžemi, ze kterých tři jsou zachovány v původním středověkém stavu. Je nejzachovalejším středověkým hradem v zemi. Pevnost se nachází ve výšce 39 m n. m.

## Baba Vida a čeští turisté
Na možnost navštívit pevnost Baba Vida upozorňoval český tisk již v 70. letech 20. století.